# Thalassarche
Thalassarche — рід морських птахів середнього розміру родини альбатросових (Diomedeidae). Представники поширені виключно у південній півкулі, де вони найпоширеніші серед всіх альбатросів. Рід довго вважався частиною роду альбатросів (Diomedea), проте дослідження їх мітохондріальної ДНК показало, що вони є монофілетичною групою, спорідненою із бурими альбатросами (Phoebetria), в результаті ця група була виділена у окремий рід.

## Види
- Альбатрос чорнобровий (T. melanophris )
- Альбатрос кемпбеллівський (T. impavida)
- Альбатрос сірощокий (T. cauta)
- Альбатрос чатемський (T. eremita)
- Альбатрос баунтійський (T. salvini)
- Альбатрос сіроголовий (T. chrysostoma)
- Альбатрос смугастодзьобий (T. chlororhynchos)
- Альбатрос індоокеанський (T. carteri)
- Альбатрос Буллера (T. bulleri)